# Língua zarma
Zarma é uma das Línguas songais e a principal língua nativa do extremo sudoeste do Níger, área por onde passa o Rio Níger e onde fica a capital Niamei, e a segunda mais falada em todo o país, depois do Hauçá que é falada no sul central do país. Há algumas décadas era conhecida com língua Djerma. São cerca de 2,2 milhões de falantes, sendo a mais falada das Línguas songais. Duas outras línguas desse grupo são faladas rio acima, no Mali. Temos aí a Koyraboro Senni, com 400 mil falantes, falada principalmente em Gao e, mais acima sobre o rio Níger, a língua Koyra Chiini, centrada na eminente cidade universitária de Tombuctu, com 200 mil falantes. Conforme recentes registros, os falantes de Zarma não entendem Koyraboro Senni.

## Escrita
O alfabeto Latino para o ‘’Zarma’’ usa as seguintes letras:
a, b, c, d, e, f, g, h, i, j, k, l, m, n, ɲ ou ny, ŋ, o, p, r, s, t, u, w, y, z. Para poucas palavras de origem estrangeira,  ov pode ser usado, mas muitos dos Zarmas não conseguem pronunciá-la.

## Fonologia

### Vogais
São dez as vogais : as cinco orais /a/, /e/, /i/, /o/, /u/ e suas correspondentes nasalizadas. Essa nasalização é indicada na escrita com um til ou seguindo a vogal com um n ou ŋ. Há ligeiras variações alofônicas e dialetais.  A extensão da vogal apresenta distinção fonética, sendo por vezes indicada na escrita por vogal duplicada. Há também combinações de vogais mais as semivogais  /w/ ou /y/, nas quais a semi vogal pode  ser inicial ou final.

## Consoantes
Os fonemas Consoantes do Zarma estão listados na tabela a seguir conforme ortografia da língua. A maioria tem seu específico símbolo IPA para pronúncia. As exceções sendo : /j/ = [ɟ], /y/ = [j], /r/ = [ɾ]. A labiodental nasal [ɱ] é indicada por  n oe m e só ocorre antes de f. A palatal nasal ɲ é às vezes transcrita como ny. Ot r curto é  “flap” [ɾ] e o longo rr é o vibrante [r].
|                 | Bilabial | Labiodental | Dental | Palatal | Velar | Glotal |
| --------------- | -------- | ----------- | ------ | ------- | ----- | ------ |
| Plosiva, muda   | p        |             | t      | c       | k     |        |
| Plosiva, sonora | b        |             | d      | j       | g     |        |
| Fricativa       |          | f           | s z    |         |       | h      |
| Nasal           | m        | [ɱ]         | n      | ɲ       | ŋ     |        |
| Vibrante        |          |             | r rr   |         |       |        |
| Lateral         |          |             | l      |         |       |        |
| Semivogal       |          | w           |        | y       |       |        |

As combinações  /ge/, /gi/, /ke/ , /ki/ apresentam alguma qualidade palatal e podem até se tornar intercambiáveis com  /je/, /ji/, /ce/ , /ci/ no falar da maioria das pessoas. Em documentos mais antigos eram transcritas com ky ou ty.
A maioria das consoantes podem ser curtas ou longas, as longas sendo escritas com letras duplas.

### Tom e acentuação
Zarma é uma Língua tonal com quarto tons: Alto, Baixo, Crescente, Decrescente. Os tons não são indicados na escrita, exceto quando houver ambiguidade entre as palavras. Nesse caso, são usadas as marcações padrão IPA: Exs.: bâ ("querer ou mesmo"), bá ("ser muito"), bà ("compartilhar"), bǎ ("ser melhor"). Porém, caso a palavra não seja ambígua no contexto, sera escrita ba sem acento.  Em Dosso, alguns linguistas observaram um tom Decrescente-crescente, como em  ma ("o nome").
A tonicidade das sílabas geralmente não é importante em Zarma. Conforme  Abdou Hamani (1980), palavras de duas sílabas são têm geralmente a primeira sílaba como tônica, exceto se tal sílaba seja apenas uma vogal curta: a-, i- or u-. Palavras com três sílabas têm a segunda sílaba. Nas sílabas tônicas a consoante inicial é fortalecida e a vogal da sílaba anterior é suavizada com tônica. Somente palavras enfatizadas apresentam sílaba  tônica. Em sílabas tônicas não há variações de tom.

## Geral
Há extensivo uso de sufixos em Zarma, havendo poucos prefixos dos quais somente um é bem usado (a-/i- antes de números e adjetivos).

### Substantivos
Substantivos podem se apresentar no singular ou no plural, havendo também formas que indicam se o substantivo é indefinido, definido, demonstrativo. Essa forma e número são marcados no substantivo por clíticos na sentença nominal. O "enclítico" singular definido é  -ǒ ou -ǎ. Alguns autores escrevem sempre essa terminação como um Tom crescente mesmo que não haja ambiguidade ou não seja realmente um tom assim ascendente. Os outros sufixos estão na tabela que se segue. As terminações de definido e demonstrativo substituem qualquer vogal final. Ver  Hamani (1980) com discussões acerca de quando usar -ǒ ou -ǎ como sufixo e também sobre algumas irregularidades. Ver Tersis (1981) com discussões de mudanças complexas em tom que podem ocorrer.
|          | Indefinido | Definido | Demonstrativo |
| -------- | ---------- | -------- | ------------- |
| Singular | -Ø         | -ǒ ou -ǎ | -ô            |
| Plural   | -yáŋ       | -ěy      | -êy           |

Não há definição de gênero em Zarma; assim a 3ª pessoa do singular a significando ele, ela, dele, dela, seu, sua, lhe, si, etc, conforme sua posição na frase.

### Verbos
Verbos não variam com o tempo, não são conjugados. Há ao menos três aspectos do verbo que são indicados por palavras modais que ficam antes do verbo e objetos. Os aspectos são o Completivo  (daahir gasu), o Imcompletivo  (daahir gasu si), o Subjuntivo (afiri ŋwaaray nufa). (Gramáticas para estrangeiros iniciantes muitas vezes chamam os dois primeiras de "passado" e "presente", mas isso não é correto). Há ainda um Imperativo e construções para continuidade e progressão. A falta de um marcador modal indica ou o aspecto completivo afirmativo (se houver sujeito e não objeto) ou o imperativo afirmativo singular (se não houver sujeito). Há um marcador especial, ka ou ga, conforme o dialeto, que indica o aspecto completivo com ênfase no sujeito. Outros marcadores são usados para sentenças negativas.
|                      | Afirmativo | Negativo    |
| -------------------- | ---------- | ----------- |
| Completivo           | Ø or nà    | mǎn ou màná |
| Completivo c/ ênfase | ka or ga   | mǎn ou màná |
| Incompletivoe        | ga         | sí          |
| Subjuntivo           | mà         | mà sí       |
| Progressivo          | go ga      | si ga       |
| Singular Imperativo  | Ø          | sí          |
| Plural Imperativo    | wà         | wà sí       |

Linguistas não são unânimes acerca do tom para ga. Alguns dizem que esse é alto diante de tom Baixo e Baixo diante de um Alto.
Há muitas palavras em Zarma para expressar a ideia de Ser - Estar. 
- O verbo defectivo tí é usado para equalizar duas sentenças nominais, sendo usado com o completivo enfatizado ka/ga.
- O que indica existência gǒ (negativo sí) não é um verbo (White-Kaba, 1994, o chama de "verboide") e não apresenta aspecto, esse significa "existe" e geralmente liga uma frase nominal a um termo descritivo como um lugar, um preço, um particípio.
- O predicativo nô significa "há", "sendo um das palavras mais comumumente usadas em Zarma. Não tem aspecto, nem forma negativa e fica depois da sentença nominal, muitas vezes para dar uma ênfase.
- Outras palavras como  gòró, cíyà, tíyà, bárà são mais raramente usadas e servem para expressar ideias, como subjuntivo, gǒ e tí, não pode.

Particípios podem ser formadas com o sufixo -ànté, sendo similar em significado com o particípio passado do português. O Sufixo pode também ser juntado a quantidade para formar numeração ordinal e em alguns substantivos para formar adjetivos. Um tipo de particípio presente, gerúndio, pode ser formado pela adição de -yàŋ, transformando um verbo em substantivo. Há ainda muitos outros sufixos que podem fazer substantivos a partir de alguns verbos, mas somente o dito -yàŋ funciona com todos verbos.
Dois verbos podem se relacionar entre si com a palavra ká (em muitos dialetos é gá, para não ser confundido com o marcador de aspecto incompletivo ou com o de completido enfatizador). Esse conector ká implica que o 2º verbo seja um resultado do primeiro, ou que o primeiro seja a causa do segundo, como em ka ga ŋwa, "venha (para que possa) comer."

## Sintaxe
Zarma é uma língua S.O.V., com ordem normal sujeito-objeto-verbo. Objetos são geralmente posicionados antes do verbo, embora possa ficar depois do verbo para ênfase, sendo que poucos verbos comuns requerem objeto pós verbo. Zarma tem postposições (em lugar de preposições como em português) que ficam depois do substantivo.
Ordem das palavras em sentenças nominais. Quando um substantivo ("determinado") deve ser modificado por outro substantivo ("determinante"), o determinante fica antes do determinado. O determinante pode indicar posse, objetivo, descrição. Todos outros modificadores de um substantivo (adjectivos, artigos, numerais, demonstrativos, etc.) ficam depois do mesmo.
Exemplo. Eis um provérbio em Zarma:
Da curo fo hẽ, afo mana hẽ, i si jinde kaana bay.
| da                                                                               | curo    | fo | hẽ,     | a-fo                          | mana                          | hẽ,     | i    | si                              | jinde | kaan-a       | bay   |
| se                                                                               | pássaro | um | gritar, | formador de Subst. prefixo-um | negativo.com- pletivo_aspecto | gritat, | eles | negativo.incom- pletivo_aspecto | voz   | bom-definido | saber |
| ‘Se um pássaro canta e um outro não canta, eles não sabem qual voz é mais doce.’ |         |    |         |                               |                               |         |      |                                 |       |              |       |
No caso: 'Deve-se ouvir ambos lados da estória'.